# 社稷站
社稷站（：／ Sajik yeok */?）是釜山地鐵3號線沿線的一座地下車站，位於韓國釜山广域市東萊區社稷洞。

## 車站結構
站體為2面2線側式月台的地下車站，候車月台設有月台幕門，並有4處出口。

### 月台配置
| 綜合運動場 ↑ |
| \| 上        |
| ↓ 美南       |

| 月台 | 路線               | 目的地         |
| ---- | ------------------ | -------------- |
| 上行 | ●釜山都市铁道3号线 | 蓮山、水營方向 |
| 下行 | ●釜山都市铁道3号线 | 龜浦、大渚方向 |

## 歷史
- 2005年11月28日：落成啟用。

## 車站周邊
- 釜山社稷綜合運動場
  - 釜山亞運會主競技場
  - 社稷棒球場
  - 社稷室內體育館（朝鲜语：사직실내체육관）
  - 社稷室內游泳場（朝鲜语：사직실내수영장）
  - 釜山亞運會雕塑廣場

## 圖片

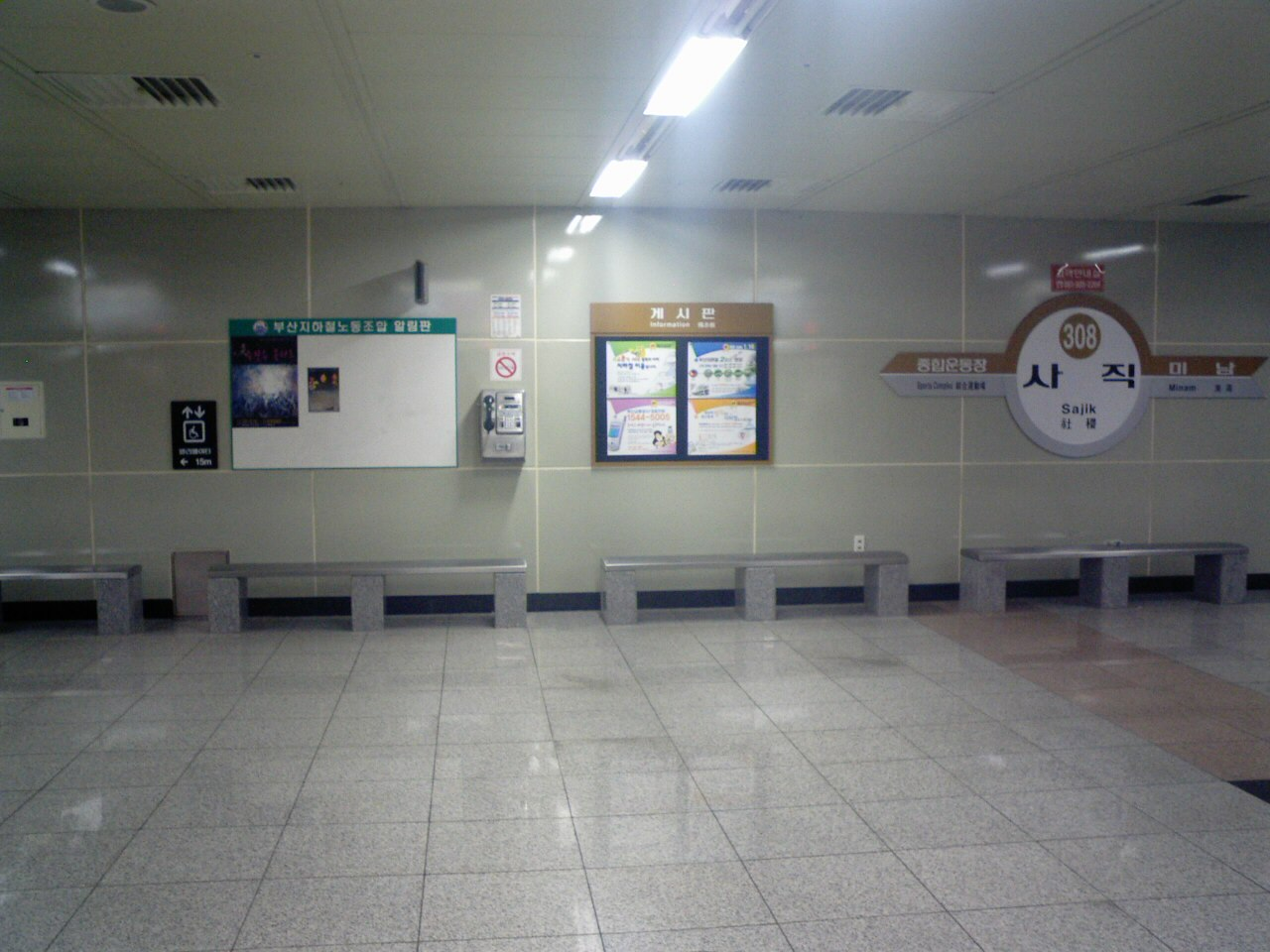
候車室
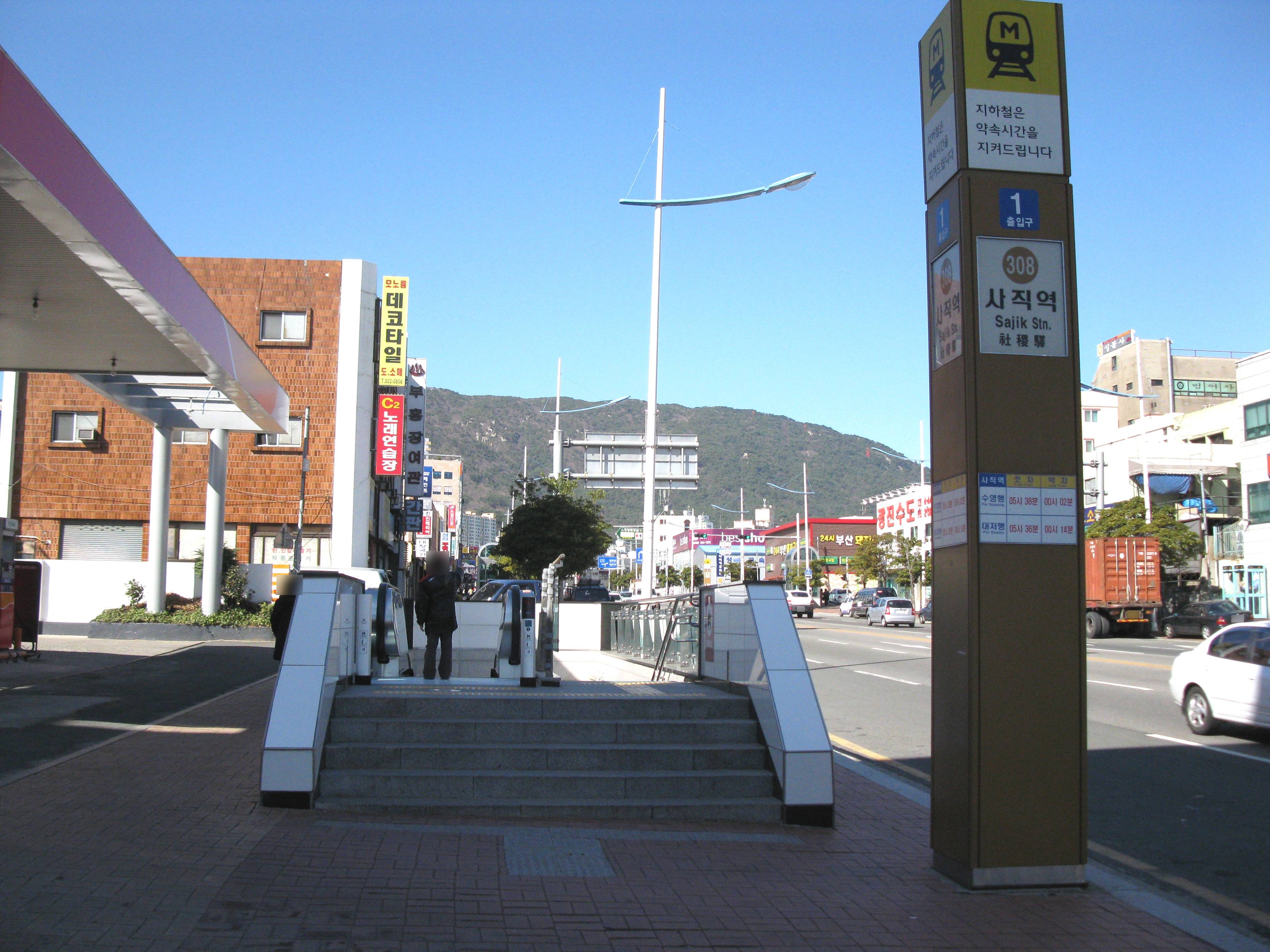
1號出口
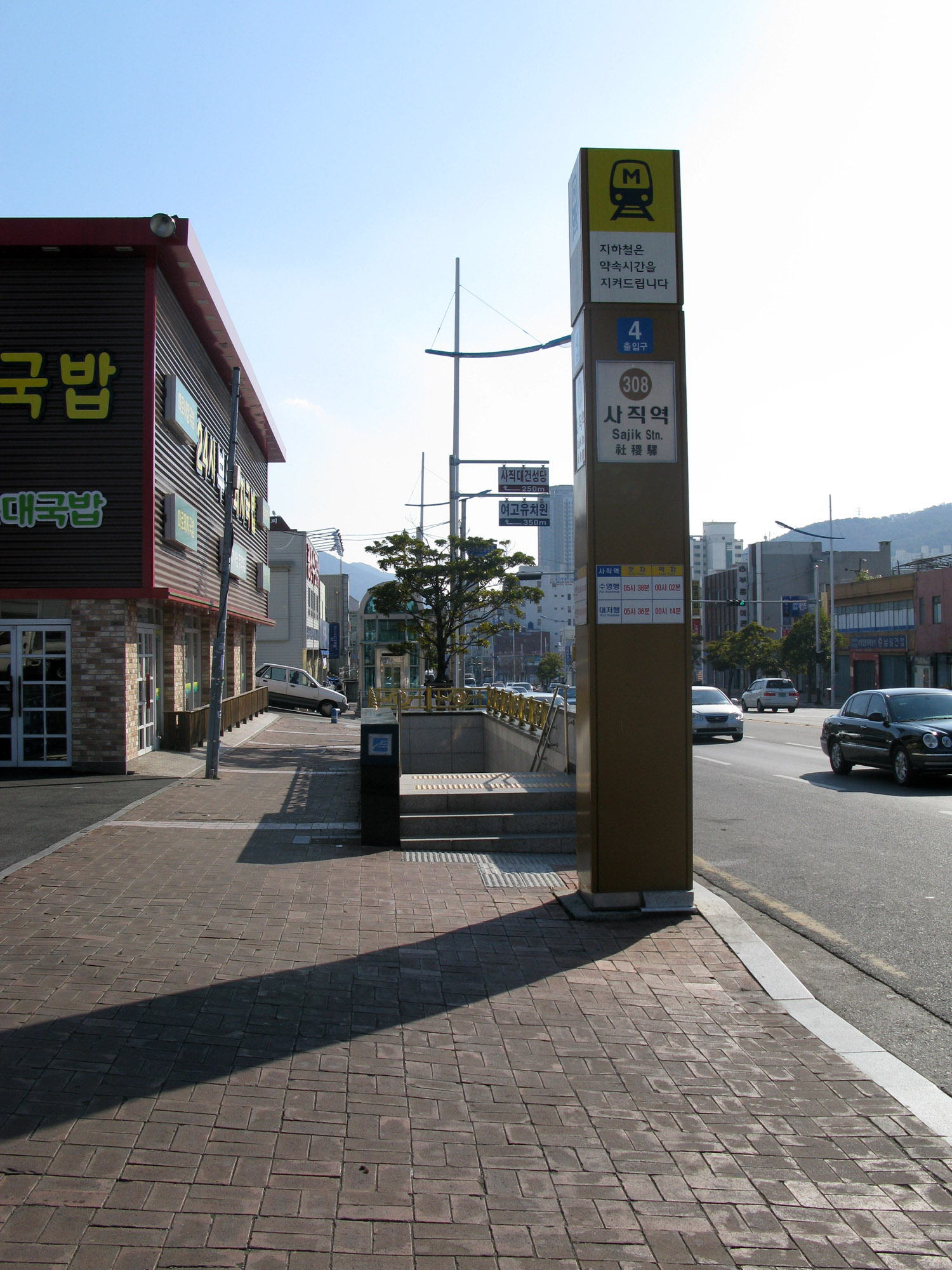
4號出口

## 相鄰車站
釜山交通公社
●釜山都市铁道3号线
綜合運動場（307）－社稷（308）－美南（309）